# Вирџинија Сити (Невада)
Вирџинија Сити (енгл. Virginia City) насељено је место без административног статуса у америчкој савезној држави Невада.

## Демографија
По попису из 2010. године број становника је 855.
| Група             | 2000.    | 2010.       |
| Белци             | 0 (0,0%) | 763 (89,2%) |
| Афроамериканци    | 0 (0,0%) | 3 (0,4%)    |
| Азијати           | 0 (0,0%) | 8 (0,9%)    |
| Хиспаноамериканци | 0 (0,0%) | 44 (5,1%)   |
| Укупно            | 0        | 855         |